# Chontalpa (Estación Chontalpa)
Chontalpa (Estación Chontalpa) es la tercera población más importante del municipio de Huimanguillo en el estado mexicano de Tabasco, después de la ciudad de Huimanguillo y de La Venta.
Villa Chontalpa se desarrolló en torno a las actividades económicas originadas por la existencia de la estación del Ferrocarril del Sureste, en la época en que tal ferrocarril era el medio de transporte más importante para trasladarse del altiplano mexicano hacia la península de Yucatán. Aunque la estación dejó de tener importancia económica debido la degradación del sistema ferroviario aludido, Villa Chontalpa mantuvo su importancia desarrollando actividades agropecuarias y comerciales.

## Demografía
Según el Conteo de Población y Vivienda 2020, efectuado por el Instituto Nacional de Estadística y Geografía, la localidad de Chontalpa (Estación Chontalpa) tiene 7,905 habitantes, de los cuales 3,947 son del sexo masculino y 3,958 del sexo femenino. Su tasa de fecundidad es de 2.56 hijos por mujer y tiene 2,114 viviendas particulares habitadas.
| Gráfica de evolución demográfica de Chontalpa (Estación Chontalpa) entre 1960 y 2020 |
|                                                                                      |
| INEGI.                                                                               |

## Aspecto físico
Villa Estación Chontalpa se encuentra a 30 m s. n. m. y a una distancia de 30 km de la cabecera municipal que es la ciudad de Huimanguillo.
Está asentada en la zona de transición de la sabana y la sierra, por lo que la circundan pequeños lomeríos. La población está rodeada de campos ganaderos y agrícolas en los que se cultivan principalmente cítricos.

## Urbanismo
Villa Chontalpa es una comunidad urbana, y posee un sistema ferroviario y nuevas vías férreas que conectan la localidad con otros puntos y polos de desarrollo.

## Vías de comunicación
Aunque por muchos años, la principal vía de comunicación de esta población fue la vía fluvial del  río Mezcalapa, y la vía férrea del Ferrocarril del Sureste, actualmente se llega a villa Chontalpa principalmente por la carretera federal número 187 (Malpaso-El Bellote).
La nueva via corta de Estación Chontalpa-Guadalupe Victoria-entronque con autopista Las Choapas-Ocozocoautla de Espinosa-Raudales Malpaso, incrementa el movimiento comercial de la zona, al aumentar el tráfico de vehículos que circulan entre las ciudades de Villahermosa y Tuxtla Gutiérrez, al ser ésta una opción más rápida y segura.
El nuevo ramal del Ferrocarril del Sureste de Villa Estación Chontalpa al puerto de Dos Bocas, será otra opción de comunicación para la villa.

## Economía
La economía de Villa Estación Chontalpa se basa principalmente en el cultivo de cítricos como son limón y naranja, además del cultivo de la piña. 
También en las cercanías de la villa, existen una planta avícola, la cual igualmente provoca un importante movimiento comercial en la población.
La construcción del nuevo ramal del "Ferrocarril del Sureste", que irá de esta población hacia el puerto de Dos Bocas en el municipio de Paraíso, imprimirá un mayor desarrollo económico y comercial a la villa, al ser un importante medio para mover mercancías de los diversos puntos entre las ciudades de Coatzacoalcos y Mérida hacia el puerto de Dos Bocas.
Villa Chontalpa es una prospera población ya que posee una economía estable, tiene desde gasolineras hasta hoteles.